# Mes amis
Mes amis is een Franse komische film uit 1999 en was het regiedebuut van Michel Hazanavicius. 

## Verhaal
In de ochtend ontdekken twee vrienden, een producer en een acteur, het lichaam van een jonge vrouw die hen de vorige nacht vergezelde. De opnames van de dag zullen helemaal niet verlopen zoals gepland.

## Rolverdeling
| Acteur                   | Personage     |
| ------------------------ | ------------- |
| Yvan Attal               | Éric Toledano |
| Serge Hazanavicius       | Fred          |
| Karin Viard              | Lola          |
| Mathieu Demy             | Benoît        |
| Lionel Abelanski         | Christophe    |
| Thibault de Montalembert | Marc          |
| Léa Drucker              | Gilda         |
| Élodie Navarre           | Isabelle      |
| Alain Chabat             | Étienne       |
| Nathalie Levy-Lang       | Nathalie      |
| Zinedine Soualem         | Areski        |
| Idit Cebula              | Frédérique    |
| Jean-Marie Winling       | Guichard      |
| Natacha Lindinger        | Carla         |